# شهرستان لشنو
شهرستان لشنو (به لهستانی: Powiat Leszno) یک شهرستان در لهستان است که در استان لهستان بزرگ‌تر واقع شده‌است. شهرستان لشنو ۸۰۴٫۶۵ کیلومتر مربع مساحت و ۵۰٬۰۲۴ نفر جمعیت دارد.